# Doły (powiat moniecki)
Doły – wieś w Polsce położona w województwie podlaskim, w powiecie monieckim, w gminie Goniądz.
W latach ??–1971 Doły znajdowały się w granicach Goniądza.
W latach 1975–1998 miejscowość administracyjnie należała do województwa łomżyńskiego.
Wierni kościoła rzymskokatolickiego należą do parafii św. Agnieszki w Goniądzu.